# La vida del Buscón
La vida del Buscón (o Historia de la vida del Buscón, llamado don Pablos; ejemplo de vagamundos y espejo de tacaños) es una novela picaresca en castellano, escrita por Francisco de Quevedo.
El libro se publicó por primera vez en 1626, aunque circuló antes en copias manuscritas algunas de las cuales se conservan hoy en día. Quevedo nunca reconoció haber escrito El Buscón, probablemente para esquivar problemas con la Inquisición,[cita requerida] y su silencio sobre esta obra, pese a estar la autoría fuera de toda duda, ha incrementado los problemas en la datación de su composición. Se han propuesto fechas que van de 1604 a 1620 y un proceso de reelaboración posterior en el que Quevedo estaría trabajando hasta cerca de 1640.

## Datación
Es una de las obras de Francisco de Quevedo, escrita entre 1603 y 1608, lo que hace de ella una de las primeras novelas del género picaresco. Fernando Lázaro Carreter considera que la primera versión fue redactada en 1603-1604, mientras que Francisco Rico indica 1605. Frente a esta opinión generalizada, Américo Castro considera que debe ser una obra de madurez, y sitúa su redacción hacia 1620.
Quevedo estuvo en la Universidad de Alcalá de Henares desde 1596 hasta 1600. Y, entre 1601 y 1604, estudió Teología en Valladolid, por entonces capital del reino. Quevedo ya demostraba su precoz ingenio, escribiendo en esta primera década del siglo XVII numerosas y variadas obras literarias, entre las que se encuentra El Buscón.
Se divulgó, como otros ejemplos de literatura clandestina, en copias manuscritas. Posiblemente existieron dos versiones: una primitiva y otra revisada que Lázaro Carreter sitúa entre 1609 y 1614. La versión más antigua se recoge en el manuscrito 303 bis (olim Artigas 101), conservado en la Biblioteca de Menéndez Pelayo (Santander, Cantabria). El llamado “Manuscrito Bueno” por haber pertenecido al bibliotecario Juan José Bueno, se encuentra depositado en la Biblioteca de la Fundación Lázaro Galdiano, de Madrid.
La primera edición se publicó en Zaragoza el año 1626. No contó con el permiso del autor, aunque en el título se le imputa la autoría sin dudarlo: “Por don Francisco de Quevedo Villegas, Cavallero de la orden de Santiago y Señor de Iuan Abad”. En relación con los manuscritos, tenía correcciones y supresiones debidas a la censura. Tuvo gran éxito. La segunda edición, de ese mismo año, aparece con un pie de imprenta falso (Zaragoza, 1626) para camuflar la verdadera plaza de edición, que había sido Madrid. Se tradujo muy pronto a varias lenguas. Entre 1626 y 1648 fue editado en Barcelona, Valencia, Zaragoza, Ruan, Pamplona, Lisboa y Madrid. No obstante, Quevedo siguió negando su existencia y no incluyó esta novela en el listado de sus obras que elaboró en 1640. Probablemente se debe a problemas con la Inquisición.

## Las ediciones del texto
Las ediciones modernas de El Buscón se basan en el manuscrito «Bueno» (B), en el manuscrito conservado en Santander (S), en un manuscrito procedente de un códice de la catedral de Córdoba (C) y en las dos ediciones princeps impresas realizadas en Madrid en 1648, basadas a su vez en la de Zaragoza de 1628 (E). Aunque estrictamente hablando la auténtica edición princeps sería la impresa en 1626 en Zaragoza por el librero Roberto Duport.
Hoy existe unanimidad en considerar a B el mejor testimonio conservado del texto tal y como lo concibió Quevedo por ser muy cuidadoso en su grafía y contener pocos errores; de hecho su calidad es tal que se ha pensado que estaba destinado a ser regalado a algún personaje importante. Se cree que S, C y E proceden de otro arquetipo común (X) y que probablemente S y C también proceden de un subarquetipo (Y).
Frente a esa unanimidad sí que ha habido diferentes interpretaciones sobre la datación y la filiación entre las diferentes fuentes. Según una de ellas B sería el testimonio más antiguo (dentro de las dos primeras décadas del siglo XVII) y las diferencias entre S, C y E provendrían de sucesivas revisiones del texto por parte de Quevedo y/o errores de los copistas o impresores. Según la segunda interpretación, que es la que concita más consenso, B sería la versión más reciente, revisada y retocada personalmente por Quevedo y podría datarse incluso tan tardíamente como poco antes de 1640.
El mismo título de la novela varía entre las diversas versiones. En el manuscrito B es «Historia de la vida del Buscón, llamado don Pablos; ejemplo de vagamundos y espejo de tacaños», pero la portada tiene letra del siglo XIX y el título es el mismo que el de la edición de 1626 por lo que se puede deducir que es una adición tardía. Tampoco coinciden ni el manuscrito C («La vida del Buscón, llamado don Pablos») ni el S («La vida del Buscavida, por otro nombre D. Pablos»), por lo que el título original («La vida del Buscón») se infiere del epígrafe del libro tercero del manuscrito B: «Libro tercero y último de la primera parte de la vida del Buscón». Además ya desde el siglo XVII se utilizaron otros títulos como «La historia y vida de el Gran Tacaño», lo que explica que al libro se le designe a veces simplemente como el Tacaño.

## Género literario
Es una novela, la única escrita por su autor. Sigue la línea de la novela picaresca amarga iniciada por el Lazarillo de Tormes de autor desconocido. Así, cuestionando el determinismo al que apela el protagonista de Lazarillo de Tormes, el de Quevedo es manifiestamente hijo de sus propias acciones y voluntad.

## Estructura
En los manuscritos aparece una “Carta dedicatoria” preliminar 

Habiendo sabido el deseo que v. M. tiene de entender los varios discursos de mi vida, por no dar lugar a que otro (como en ajenos casos) mienta, he querido enviarle esta relación...

La obra se divide en tres libros. El primero de ellos tiene siete capítulos. El segundo, seis. El tercero  y último, diez.

## Argumento

### Libro primero

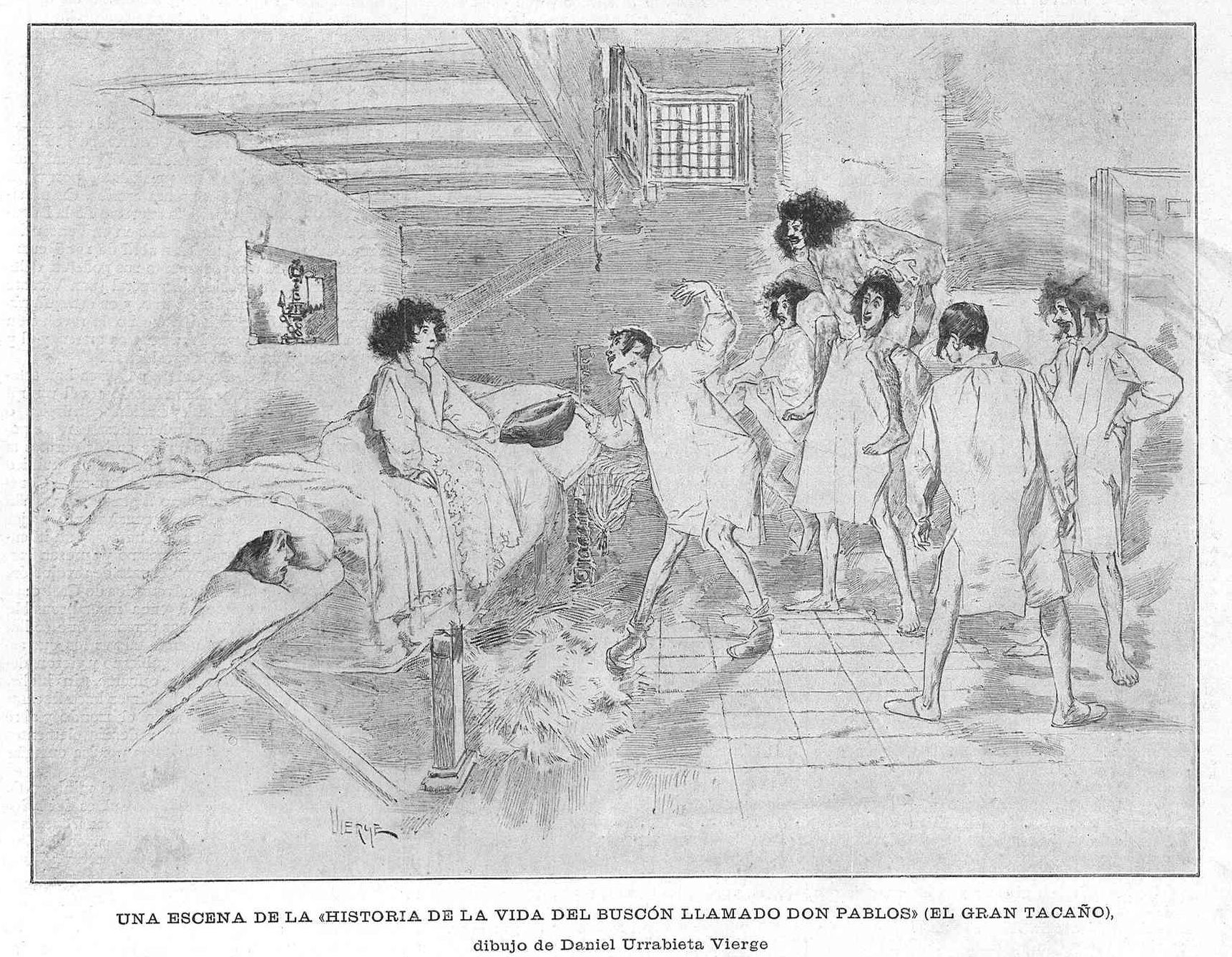
Ilustración para una edición de la novela, obra de Daniel Urrabieta Vierge y publicada en 1909 en la revista La Ilustración Artística.

El protagonista, Pablos, es segoviano, hijo de Clemente Pablo, un barbero ladrón y de Aldonza de San Pedro, dada a brujerías. Tenía un hermano de siete años que robaba a los clientes de su padre y que murió de unos azotes que le dieron en la cárcel. Entra en la escuela, donde conoce a don Diego Coronel, hijo de don Alonso Coronel de Zúñiga. Allí Pablos hace amistad con su maestro el cual después de una relación estable, decide, después de un incidente en el tiempo de las carnestolendas, y la vergüenza que pasó de que todo el pueblo lo juzgara por la condición de sus padres, que entre al servicio de don Diego, al cual su padre, don Alonso, decide poner bajo el pupilaje del licenciado y dómine Cabra, clérigo avaro y maestro de latín que los mata de hambre. Salen de allí delgadísimos y enfermos, hasta el punto de que los médicos mandan que los "limpiasen con zorras el polvo de las bocas, como a retablos".
Don Diego es enviado a Alcalá de Henares, a estudiar lo que le faltaba de la Gramática, y Pablos lo acompaña como sirviente. Allí Pablos es víctima de las novatadas de los estudiantes, algunas bastante sucias, y se vuelve experto en engañar a los demás para conseguir lo que desea. Al saberlo don Alonso le pide a su hijo que vuelva a Segovia sin Pablos ya que ha oído de sus travesuras. El tío de Pablos, Alonso Ramplón, verdugo de Segovia, le comunica a éste que ha ajusticiado a su padre. Añade que su madre está presa en la Inquisición de Toledo, y probablemente será quemada en un auto de fe. Le invita a volver a Segovia, para aprender el oficio de verdugo con él. Pablos decide entonces volver a su ciudad, con el fin de cobrar mi hacienda y conocer mis parientes, para huir de ellos.

### Libro segundo
Relata el camino desde Alcalá hasta Segovia, donde va encontrando personajes disparatados: un loco repúblico y de gobierno, esto es, un arbitrista que cree conocer los remedios para enderezar la marcha del país y quiere aconsejar al Rey para que, conquistando Ostende, seque el mar con esponjas. Luego, un diestro verdadero o maestro de esgrima loco, que habla constantemente de estocadas pero acaba huyendo ante un mulato. Topa después con un clérigo viejo, autor de malos versos, que ha hecho un librillo a las once mil vírgenes, adonde a cada una he compuesto cincuenta octavas, cosa rica. Después de despedirse del poeta, al pasar el puerto de Fuenfría, de Madrid hacia Segovia, se encuentra con un soldado matón y un ermitaño en un borrico. Llegan a la posada en Cercedilla y el ermitaño les gana, haciendo trampas en el juego. Luego se encuentran con un genovés rico, lo cual aprovecha Quevedo para burlarse de los banqueros genoveses que prestaban dinero a la Corona Española y luego se quedaban con la plata de América al exigir el pago del dinero. A la entrada de Segovia, ve a su padre al borde del camino, aguardando ir en bolsas, hecho cuartos, a Josafad, esto es, ajusticiado y descuartizado. Era costumbre en la época descuartizar a los reos a fin de que sirviesen de ejemplo y dejar sus restos a la entrada de los pueblos o villas. Llega donde su tío, pero no se hace verdugo, sino que recoge su herencia y se decide marchar a Madrid.

### Libro tercero
Don Toribio presenta a Pablos a una cofradía de pícaros y rufianes, con los que vive. Delatado el grupo, los detienen y llevan a la cárcel. Logra salir después de sobornar a todos, desde el carcelero hasta el escribano. Va entonces a una posada, donde se hace pasar por rico que lo disimulaba. Usa nombres falsos (don Ramiro de Guzmán, don Felipe Tristán). Pretende casarse con una dama (doña Ana), pero es descubierto por su antiguo amo, don Diego Coronel y acaba apaleado.
Determina entonces ir a Toledo, donde nadie lo conocía. Forma parte de una compañía de cómicos, destacando en papeles de carácter y malvados. Después de dejar la compañía, se hace galán de monjas. De Toledo pasa a Sevilla, donde se gana la vida gracias a sus principios de fullero y los dados cargados. No obstante, acaba teniendo un incidente con la ley y tiene que acogerse a sagrado. Estando en la iglesia, intima con “la Grajales” a la que propone ir a las Indias, a ver si mejoraba su suerte. No obstante, la novela concluye diciendo que no le fue mejor allí:

Y fueme peor, como v.m. verá en la segunda parte, pues nunca mejora su estado quien muda solamente de lugar, y no de vida y costumbres.

## Intención de la obra
Ante todo, busca lograr un intenso efecto de comicidad. No pretende Quevedo destacar que ciertas acciones son éticamente condenables y que traen como consecuencia el castigo sino, en primer lugar, reír y hacer reír con ellas. Aparecen muchas malas acciones que quedan sin castigo. No hay digresiones moralizadoras, salvo la moraleja final: «nunca mejora su estado quien muda solamente de lugar y no de vida y costumbres». Así, principalmente, pretende demostrar la imposibilidad de ascenso social por la parte de los que no dejan de tener una moralidad defectuosa. Pablos quiere subir socialmente, “pica más alto”, y así se lo dice a don Diego: “más alto pico, y más autoridad me importa tener”. Quiere borrar sus orígenes y apartarse del ignominio de sus parientes. En carta a su tío, el verdugo, le advierte: “No pregunte por mí, ni me nombre, porque me importa negar la sangre que tenemos”.
Todos sus intentos fracasan. Cuando el protagonista u otro trata de hacerse pasar por caballero o por rico, aparece inmediatamente el castigo. La crítica coincide en que Quevedo trata, en esta novela, de la usurpación estamental:

La base que sustenta el juego y lo hace posible es que nadie puede ascender a caballero desde la vileza... La intención y el sentido son burlescos; la significación, no.
Domingo Ynduráin, “Introducción” a La vida..., Madrid, Cátedra, 1985color

El autor habla desde una mentalidad nobiliaria ante el afán de las clases bajas de ascender. Quevedo nunca se pone en el lugar de don Pablos, cuyo deseo de ascenso social rechaza. Tiene, en definitiva, una perspectiva “brutalmente clasista” (D. Ynduráin).

## Estilo
La sátira se exagera en esta obra hasta el punto de ser una caricatura sangrienta.
Quevedo no describe lugares y personajes de forma realista, sino grotesca, hasta obtener una visión esperpéntica. Esta exageración es un rasgo típicamente barroco. Todo es extremado: lleva la suciedad hasta lo más repugnante, la ironía al sarcasmo más brutal, el Dómine Cabra no es sólo pobre y miserable, es “archipobre y protomiseria”.
Trata a sus personajes con frialdad, sin compasión ni simpatía. Los describe con los trazos más negros, exagerando sus deformidades físicas y morales. Acaban siendo puras caricaturas.
Demuestra un alto dominio del lenguaje, no solo por lo ilimitado de su vocabulario, sino también por su habilidad para jugar con él, forzando dobles significados, retorciéndolo. Utiliza un brillante estilo conceptista, impropio del personaje que se supone que está narrando sus aventuras y desventuras en primera persona. En su obra abundan los chistes macabros, las groserías, los juegos de palabras y dobles sentidos.

## Adaptaciones
En 1972 el dramaturgo Ricardo López Aranda adaptó la novela para convertirla en obra de teatro, que se estrenó el 6 de abril de ese año en el Teatro Español de Madrid, con dirección de Alberto González Vergel, escenografía de Manuel Mampaso e interpretación de José Antonio Cobián, Lola Cardona, José María Prada, Luisa Sala, Andrés Mejuto, Javier Loyola, Carmen Rossi y Ángel Quesada.
En 1979 fue llevada al cine por Luciano Berriatúa, con Paco Algora en el papel protagonista, acompañado por Ana Belén, Juan Diego, Francisco Rabal, Kiti Manver, Antonio Iranzo, Laly Soldevila.
En 2019, el guionista francés Alain Ayroles y el dibujante español Juanjo Guarnido publicaron en ediciones Delcourt Les Indes fourbes, continuación en cómic de las aventuras del personaje en América, tal como anunciaba el final de la obra original. En España fue traducido por Norma Editorial bajo el título El Buscón en las Indias, con el subtítulo "O una segunda parte de la Historia de la vida del pícaro llamado don Pablos de Segovia, ejemplo de vagamundos y espejo de tacaños; inspirada en la primera, tal y como en su tiempo la narrara don Francisco Gómez de Quevedo y Villegas, caballero de la orden de Santiago y señor de Juan Abad".